# Узловий
Узлови́й (рос. Узловой) — селище у складі Оренбурзького району Оренбурзької області, Росія.

## Населення
Населення — 60 осіб (2010; 132 у 2002).
Національний склад (станом на 2002 рік):
- казахи — 93 %